# Pretty Girls Make Graves
I Pretty Girls Make Graves erano un gruppo musicale post punk statunitense originari di Seattle attivi tra il 2001 ed il 2007 guidato dalla cantante Andrea Zollo e dal bassista Derek Fudesco già membri in un gruppo locale, The Hookers. Hanno pubblicato 3 album e suonato al Coachella Valley Music and Arts Festival nel 2004.
Il nome del gruppo riprende il titolo di una canzone degli Smiths presente sull'album d'esordio omonimo che a sua volta riprendeva una citazione da I vagabondi del Dharma di Jack Kerouac.

## Formazione
- Andrea Zollo- voce
- Derek Fudesco – basso, voce

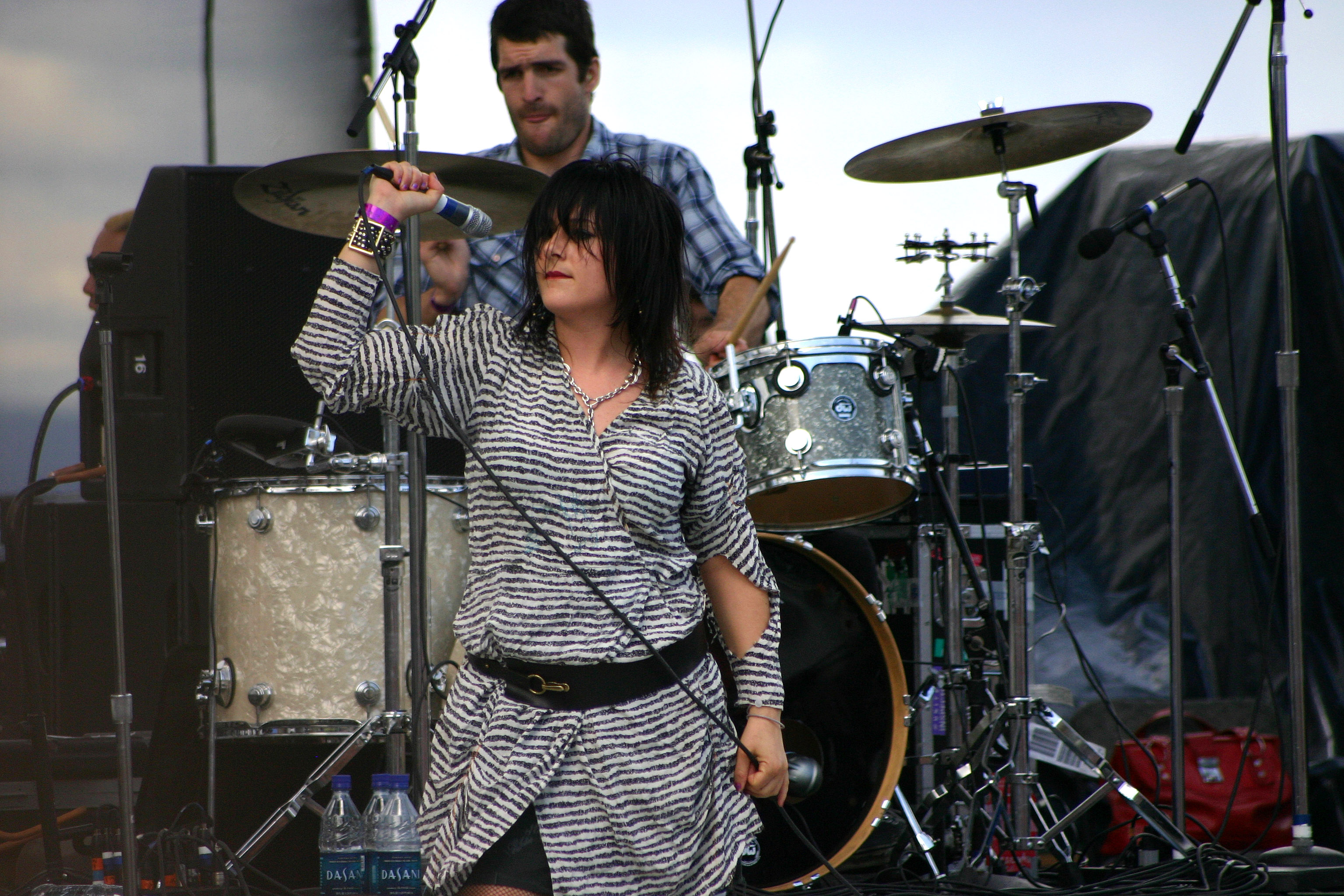
Pretty Girls Make Graves, 2006

- J. Clark– chitarra, tastiere, campionamenti, voce
- Nathan Thelen – chitarra, voce (2001–2004)
- Leona Marrs – tastiere, accordion, voce (2004–2007)
- Nick Dewitt – drums, campionamenti, tastiere, tromba, voce (2001–2007)

## Discografia

### Album in studio
- Good Health (2002)
- The New Romance (2003)
- Élan Vital (2006)

### Singoli ed EP
- Pretty Girls Make Graves EP (2001, Dim Mak)
- More Sweet Soul b/w If You Hate Your Friends, You're Not Alone (2001, Sub Pop)
- Sad Girls Por Vida b/w The Getaway (2002, Sound Virus)
- By The Throat b/w Ghosts In The Radio & More Sweet Soul (2002, Hand Held Heart)
- Speakers Push The Air b/w Bring It On Golden Pond & If You Hate Your Friends, You're Not Alone (2002, Dim Mak)
- This Is Our Emergency (2002, Matador)
- All Medicated Geniuses b/w C-30 C-60 C-90 GO! & Magic Lights (2003, Matador)
- Pyrite Pedestal b/w The Lament of St. Bernadette (2006, Matador)
- Live Session EP (2006, Matador)